# Corynephorus
Corynephorus is een geslacht uit de grassenfamilie (Poaceae). De soorten van dit geslacht komen voor in delen van Europa, Afrika, Azië en Amerika.

## Soorten
Van het geslacht zijn de volgende soorten bekend: 
- Corynephorus aetnensis
- Corynephorus articulatus
- Corynephorus barcinonensis
- Corynephorus bocinoi
- Corynephorus canescens
- Corynephorus deschampsioides
- Corynephorus divaricatus
- Corynephorus fasciculatus
- Corynephorus fontanesii
- Corynephorus gracilis
- Corynephorus incanescens
- Corynephorus laxus
- Corynephorus macrantherus
- Corynephorus oranensis